# ジャン＝バティスト・ダヴォー
ジャン＝バティスト・ダヴォー（Jean-Baptiste Davaux, *1742年7月19日 ラ・コート＝サン＝タンドレ – †1822年2月2日 パリ）はフランス王国の作曲家・ヴァイオリニスト・舞台監督。
1767年よりパリに出て数々の公職に就く。1785年には2つのオペラ・コミックを演出した。1772年から1800年にかけて作曲した協奏交響曲によって名声を得たが、そのほかに交響曲やヴァイオリン協奏曲、25の弦楽四重奏曲などの室内楽曲や、アリエッタを手懸けた。ダヴォーの作品は古典派時代の趣味に則り、表現は単純ながらも効果的な作風を損なってはいない。
ダヴォーはメルツェルのメトロノームに先立つこと30年前の1784年に、ブレゲ式クロノメーターに基づいて、拍節を正確に測定するための装置を開発している。

## 註記
1. ↑  http://www.answers.com/topic/jean-baptiste-davaux